# Peter Dubovský (fotbalista)
Peter Dubovský (7. května 1972 Bratislava – 23. června 2000 ostrov Ko Samui, Thajsko) byl slovenský fotbalový záložník/útočník a reprezentant Československa a později samostatného Slovenska. Na klubové úrovni působil mimo Československo ve Španělsku v týmech Real Madrid a Real Oviedo. V roce 1993 vyhrál 1. ročník slovenské ankety Fotbalista roku.
Dne 23. června 2000 zemřel na thajském ostrově Koh Samui, kde byl na dovolené s rodinou. Při fotografování přírody uklouzl a zřítil se z 25 metrů vysokého útesu, ačkoliv zahraniční zpravodajské agentury původně informovaly o nevydařeném skoku z vodopádu. Cena Petra Dubovského, pojmenovaná na jeho počest, je od roku 2000 každoročně udělována nejlepšímu slovenskému fotbalistovi do 21 let.

## Klubová kariéra
S fotbalem začal v klubu Vinohrady Bratislava, poté přestoupil do Slovanu Bratislava, v jehož dresu odehrál 93 zápasů a vstřelil 59 gólů. V nejvyšší ligové soutěži debutoval v dresu Slovanu v sezóně 1989/1990, a to 18. března 1990 v zápase proti Olomouci. V sezónách 1991/92 a 1992/93 se stal králem ligových střelců s 27 a 24 góly. V sezóně 1991/92 získal se Slovanem poslední federální titul.
V roce 1993 s ním podepsal kontrakt jeden z nejlepších světových klubů Real Madrid, zde odehrál dvě sezóny. V sezóně 1993/94 odehrál 26 zápasů a vstřelil 1 gól, v sezóně 1994/95 odehrál 5 střetnutí a vstřelil 1 gól. Přestože se mu v Realu nedařilo, jak by si představoval, stal se v roce 1993 vítězem španělského Superpoháru a v roce 1995 mistrem Španělska. Potom přestoupil do španělského celku Real Oviedo. Zde působil 5 sezón s bilancí 120 zápasů a 17 gólů.

## Reprezentační kariéra

### Československo
V československém dresu debutoval jako dvacetiletý 13. listopadu 1991 v Seville proti Španělsku (porážka 1:2). Ve 14 zápasech za Československo vstřelil šest gólů. Památný zůstane jeho zápas 2. června 1993 v kvalifikaci na Mistrovství světa 1994 proti Rumunsku, kdy vstřelil hattrick.

### Slovensko
Za slovenský národní tým odehrál 33 zápasů a vstřelil 12 gólů.